# Mickey Daniels
Richard «Mickey» Daniels Jr. (Rock Springs, Wyoming, 11 de octubre de 1914-San Diego, 20 de agosto de 1970) fue un actor infantil de nacionalidad estadounidense. Contratado por el productor Hal Roach en 1921,  fue, junto a Joe Cobb, Jackie Condon, Mary Kornman y Ernie Morrison un habitual en los populares cortos cómicos de La Pandilla.

## Biografía
Nacido en Rock Springs (Wyoming), Daniels encarnó a uno de los personajes líderes de la serie entre 1922 y 1926. Usualmente fue emparejado con Jack Davis, Ernie Morrison, y Mary Kornman, y en un principio luchó a menudo, a veces con Jack, por obtener la atención de Mary Kornman. Daniels actuó en el primer corto de La Pandilla, One Terrible Day, en 1922, con 8 años de edad. Era conocido por su fuerte y personal risa y por su facilidad para la comedia física. Daniels permaneció en la serie cuatro años, dejándola en 1926, cumplidos los 12. Su último corto fue Thundering Fleas, rodado en 1926. 
Tras La Pandilla, Daniels siguió hacienda pequeños papeles en largometrajes y en cortos cómicos hasta 1945, a menudo en papeles de vendedores de periódicos. Coincidió en algunas películas con su antigua compañera de reparto Mary Kornman en la década de 1940, y trabajó con ella en la serie de Roach The Boy Friends. 
Finalmente decidió dejar el mundo del cine, dedicándose a trabajar en la industria petrolífera en el extranjero, deseando llevar una vida "normal" y no ser reconocido. Mickey Daniels fue encontrado muerto en su casa en San Diego (California) en agosto de 1970. Falleció a causa de una cirrosis hepática. Fue enterrado en el Cementerio Forest Lawn Memorial Park de Glendale (California).

## Filmografía seleccionada con La Pandilla
- One Terrible Day
- Fire Fighters
- Our Gang
- Young Sherlocks
- Saturday Morning
- A Quiet Street
- The Champeen
- The Cobbler
- The Big Show
- A Pleasant Journey
- Boys to Board
- Giants vs. Yanks
- Back Stage
- Dogs of War
- Lodge Night
- July Days
- No Noise
- Stage Fright
- Derby Day
- Sunday Calm
- Tire Trouble
- Big Business
- The Buccaneers
- Seein' Things
- Commencement Day
- Cradle Robbers
- Jubilo Jr.
- It's a Bear
- High Society
- The Sun Down Limited
- Every Man for Himself
- Fast Company
- The Mysterious Mystery
- The Big Town
- Circus Fever
- Dog Days
- The Love Bug
- Shootin' Injuns
- Ask Grandma
- Official Officers
- Boys Will Be Joys
- Mary, Queen of Tots
- Your Own Back Yard
- Better Movies
- One Wild Ride
- Good Cheer
- Buried Treasure
- Monkey Business
- Baby Clothes
- Uncle Tom's Uncle
- Thundering Fleas